# Yunho
Jung Yun-ho (hangeul: 정윤호; hanja: 鄭允浩), noto semplicemente come Yunho (hangeul: 윤호) oppure U-Know Yunho (hangeul: 유노윤호) (Gwangju, 6 febbraio 1986) è un cantante, cantautore, attore, ballerino e modello sudcoreano.
È divenuto noto a livello mondiale nel 2003, anno del debutto dei TVXQ, gruppo musicale sudcoreano di musica pop del quale è leader e che ha venduto milioni di dischi nella seconda metà degli anni duemila.

## Biografia
Yunho nacque e crebbe a Gwangju, in Corea del Sud. Ha una sorella minore, Jung Ji-hye. Diversi membri della sua famiglia avevano in passato lavorato nel mondo dell'avvocatura e il suo sogno era quello di divenire un ufficiale di giustizia. Quando era in scuola media formò assieme ad alcuni suoi colleghi un gruppo di ballo, prendendo parte con esso a delle gare di danza in giro per il paese. Dopo aver vinto un premio alla gara inaugurale dell'SM Best Competition nel 1999, Yunho siglò un contratto con la SM Entertainment ed iniziò il proprio periodo di allenamento nel 2001.
La sua famiglia, gravemente afflitta dalla crisi finanziaria asiatica del 1997, era inizialmente contraria alla sua decisione di intraprendere una carriera nel mondo della musica. Per poter provvedere alle proprie spese durante il suo allenamento a Seul, Yunho svolse diverse occupazioni part-time, come quella di spalatore di neve durante il giorno e quella di cameriere la sera. Spese gran parte delle proprie vacanze scolastiche ad allenarsi a Seul, per tornare a Gwangju durante gli anni scolastici. Successivamente, la sua carriera da cantante fu messa a repentaglio quando soffrì di problemi alla gola per via di uno squilibrio ormonale che gli causarono problemi alle corde vocali e lo costrinsero ad operarsi. Dopo aver perso temporaneamente la voce a causa dell'operazione, Yunho considerò l'idea di non proseguire il suo allenamento con la SM Entertainment.
Nel corso del suo allenamento presso la SM Entertainment, Yunho fu incluso in quattro diversi gruppi temporanei, i quali si sono sciolti tutti prima del debutto ufficiale. Nella seconda parte del 2001, all'età di quindici anni, Yunho collaborò come rapper e ballerino di backup per il singolo di debutto "Diamond" dell'artista Dana ed intraprese brevemente un tour con quest'ultima. Nel 2002 Yunho fu selezionato come ballerino di backup per gli Shinhwa e fu scelto come membro di una boy band in procinto di debuttare nota come Four Season, assieme a Jaejoong, Heechul e Kangin. Il gruppo tuttavia non esordì mai e si sciolse anch'esso, poiché Yunho e Jaejoong furono rimossi e spostati in un'altra boy band, nota come TVXQ, che debuttò il 26 dicembre 2003 durante uno showcase con BoA e Britney Spears, esibendosi con il loro singolo d'esordio "Hug" e una versione a cappella di "Oh Holy Night". Yunho fu scelto come leader del gruppo. Sin dal proprio debutto divenne noto con il nome d'arte "U-Know", utilizzato sin dai tempi delle scuole medie e con lo scopo di riflettere la sua posizione di leader del gruppo, derivante dalla sua tendenza ad essere sempre comprensivo nei confronti dei propri colleghi.

## Filmografia

### Cinema
- Jigu-eseo yeon-aejung (지구에서 연애중) – film TV (2010)
- Chorus City – cortometraggio (2010)
- I AM., regia di Choi Jin-seong – documentario (2012)
- Make Your Move, regia di Duane Adler (2014) – cameo
- Gukjesijang (국제시장), regia di Yoon Je-kyoon (2014) – cameo
- SMTOWN: The Stage – documentario (2015)

### Televisione
- Banjeon drama (반전드라마) – serie TV, 7 episodi (2006)
- Nonstop 4 (논스톱 4) – serie TV, episodi 62-64 (2006)
- Vacation (베케이션) – serie TV, 1 episodio (2006)
- Inchetamheomdae (인체탐험대) – programma televisivo, episodi 9-10 (2007)
- Maenttang-e heding (맨땅에 헤딩) – serie TV, 16 episodi (2009)
- Haru (하루) – film TV (2010)
- Poseidon (포세이돈) – serie TV, 4 episodi (2011)
- Cheongdam-dong sar-a-yo (청담동 살아요) – serie TV (2011)
- Welcome to the Show (웰컴 투 더 쇼) – sitcom, episodio 1 (2011)
- Kim Yuna's Kiss & Cry (김연아의 키스 & 크라이) – programma televisivo, 11 episodi (2011)
- Ya-wang (야왕) – serie TV, 15 episodi (2013)
- Saki (サキ) – serie TV, episodio 11 (2013)
- Yagyeongkkun ilji (야경꾼 일지) – serie TV, 21 episodi (2014)
- Dangsin-eul jumunhamnida (당신을 주문합니다) – serie TV, 16 episodi (2015)
- Go back bubu (고백부부) – serie TV, episodio 2 (2017)
- Meloholic (멜로홀릭) – serie TV, 10 episodi (2017)
- Dunia - Cheo-eum mannan segye (두니아~처음 만난 세계) – programma televisivo, 15 episodi (2018)
- Tensai Bakabon 3 (天才バカボン3〜愛と青春のバカ田大学) – serie TV (2018) – cameo
- Due contro tutti (레이스?, Re-iseuLR) – serie TV, 12 episodi (2023)